# Université de Montpellier
Université de Montpellier je francouzská veřejná výzkumná univerzita v Montpellier na jihovýchodě Francie. Univerzita byla založena v roce 1289 a je jednou z nejstarších univerzit na světě.
Po dobu 45 let mezi lety 1975–2015 byla univerzita rozdělena na tři univerzity na 45 let (Univerzita Montpellier 1, Univerzita Montpellier 2 a Univerzita Paula Valéryho Montpellier 3). V roce 2015 byla z prvních dvou univerzit založena nová univerzita v Montpellier. Univerzita Paula Valéryho v Montpellier však zůstala samostatným subjektem.

## Slavní absolventi
- Édouard Roche, francouzský matematik a astronom.